# Roberto Chen
Roberto Leandro Chen Rodríguez (ur. 24 maja 1994 w mieście Panama) – panamski piłkarz występujący na pozycji środkowego obrońcy, reprezentant Panamy, od 2024 roku zawodnik Tauro.

## Kariera klubowa
Chen jest wychowankiem klubu San Francisco FC z siedzibą w mieście La Chorrera, do którego pierwszej drużyny został włączony już jako siedemnastolatek. Szybko został jednym z najlepszych młodych graczy w lidze i został wybrany przez Panamski Związek Piłki Nożnej odkryciem 2011 roku, wziął także udział w rozgrywkach Ligi Mistrzów CONCACAF. Zaraz potem doznał jednak poważnej kontuzji, w wyniku której musiał pauzować przez niemal sześć miesięcy. Już po powrocie do gry, w wiosennym sezonie Clausura 2013, wywalczył z San Francisco tytuł wicemistrza kraju.

## Kariera reprezentacyjna
W 2011 roku Chen został powołany przez szkoleniowca Jorge Dely Valdésa do reprezentacji Panamy U-17 na Młodzieżowe Mistrzostwa Ameryki Północnej, po uprzedniej grze w kwalifikacjach do tego turnieju. We właściwych rozgrywkach wystąpił we wszystkich pięciu meczach od pierwszej do ostatniej minuty, a jego kadra zajęła trzecie miejsce, dzięki czemu awansowała na Mistrzostwa Świata U-17 w Meksyku. Tam również pełnił rolę kapitana i kluczowego gracza drużyny, rozegrał wszystkie cztery mecze w pełnym wymiarze czasowym, zaś Panamczycy odpadli z młodzieżowego mundialu w 1/8 finału. W tym samym roku w barwach reprezentacji Panamy U-20 zanotował także występ na kolejnych Młodzieżowych Mistrzostwach Ameryki Północnej, gdzie wystąpił we wszystkich pięciu spotkaniach, a jego zespół zajął czwartą lokatę i zakwalifikował się na Mistrzostwa Świata U-20 w Kolumbii. On sam nie znalazł się jednak w składzie na ten turniej. W 2013 roku znów został powołany na Mistrzostwa Ameryki Północnej U-20, podczas których wystąpił we wszystkich trzech meczach, ponownie będąc kapitanem drużyny, zdobył także gola w fazie grupowej z Portorykiem (4:0). Panamczycy odpadli jednak z rozgrywek już w ćwierćfinale, przez co nie zdołali awansować na Młodzieżowe Mistrzostwa Świata w Turcji.
W seniorskiej reprezentacji Panamy Chen zadebiutował za kadencji selekcjonera Julio Césara Dely Valdésa, 2 września 2011 w przegranym 0:2 meczu towarzyskim z Paragwajem. W 2013 roku znalazł się w składzie na Złoty Puchar CONCACAF.